# ألان ميلر (لاعب كرة قدم)
ألان ميلر (بالإنجليزية: Alan Miller)‏ (29 مارس 1970 في المملكة المتحدة - 3 يونيو 2021) هو لاعب كرة قدم بريطاني في مركز حراسة المرمى. شارك مع منتخب إنجلترا تحت 21 سنة لكرة القدم. أما مع النوادي، فقد لعب مع برمنغهام سيتي وبلاكبيرن روفرز وسانت جونستون وغريمسبي تاون وكوفنتري سيتي ونادي أرسنال ونادي بريستول سيتي ونادي ميدلزبره وهدرسفيلد تاون ووست بروميتش ألبيون ونادي بليموث أرجايل.

## وصلات خارجية
- ألان ميلر على موقع قاعدة بيانات كرة القدم.إي يو (الإنجليزية)
- ألان ميلر على موقع Soccerbase.com (لاعب) (الإنجليزية)
- ألان ميلر على موقع عالم كرة القدم.نت (الإنجليزية)